# 11020 Orwell
11020 Orwell là một tiểu hành tinh vành đai chính. Nó được phát hiện ngày 31 tháng 7 năm 1984 bởi Antonín Mrkos ở Czech observatory ở Kleť.
George Orwell is pseudonym of British writer Eric Blair (1903–1950), forever associated with the year of discovery, 1984, due to the enduring popularity of his dystopian novel Nineteen Eighty-Four. Orwell is one of only a handful of writers to have an tiểu hành tinh named after him.
According to the records of Klet Observatory: "The name was suggested by J. Tichá và endorsed by B. G. Marsden, who made the identification involving this aptly designated object".

## Sources
- http://www.klet.org/
- http://hamilton.dm.unipi.it/cgi-bin/astdys/astibo?objects:Orwell;main